# Leonie Fürst
Leonie Fürst (* 15. April 1912 in Tuttlingen; † 18. Mai 1996 in Friedrichshafen) war eine deutsche Ärztin, die 1940 während des Euthanasie-Programms des NS-Staates in der damaligen Heil- und Pflegeanstalt Stetten im Remstal Widerstand leistete, indem sie sich gegen die Deportation und Ermordung von Kranken einsetzte.

## Leben und Wirken

### Anfangsjahre
Leonie Fürst, geborene Teufel, kam in Tuttlingen zur Welt als Tochter des Architekten Gustav Teufel und seiner Ehefrau Rosa. Leonie Teufel besuchte das Reformrealgymnasium (heute Immanuel-Kant-Gymnasium) in Tuttlingen. Sie interessierte sich besonders für Naturwissenschaften und Literatur und wollte Ärztin werden. Gegen den anfänglichen Widerstand ihrer eher traditionell eingestellten Eltern setzte sie nicht nur den Schulbesuch bis zum Abitur durch, das sie 1931 mit Auszeichnung bestand, sondern auch ein anschließendes Medizinstudium.
Leonie Teufel studierte an den Universitäten in Tübingen, Königsberg (Preußen), Leipzig und ab 1934 in Freiburg im Breisgau, wo sie 1938 das Staatsexamen ablegte und promovierte. In Freiburg lernte sie auch ihren späteren Ehemann Josef Fürst (1913–2004) kennen, der dort Philosophie und Psychologie studierte und Mitglied einer kleinen linksgerichteten oppositionellen Studentengruppe war.

### Beruflicher Werdegang und Widerstand
Ihre Zeit als Medizinalassistentin absolvierte Leonie Teufel in Freiburg und Tuttlingen. Danach wurde sie als Ärztin an der Kinderklinik Heidelberg angestellt.
1939 heirateten Leonie Teufel und Josef Fürst, der aus Tauberbischofsheim stammte, kurz nach Kriegsbeginn. Bald darauf wurde Leonie Fürst kriegsnotdienstverpflichtet und kam im Mai 1940 als Vertretung des zum Wehrdienst eingezogenen Landarztes Albert Gmelin nach Stetten im Remstal (heute Teilort der Gemeinde Kernen im Rems-Murr-Kreis), wo sie sowohl seine Landarztpraxis übernahm als auch seinen Dienst an der Heil- und Pflegeanstalt Stetten (heute Diakonie Stetten). Dort kümmerte sie sich als stellvertretende Anstaltsärztin um die gesundheitliche Versorgung der Bewohner.
Die junge Frau wurde bald mit der sogenannten Aktion T4 des Nazi Regimes konfrontiert. Dabei handelte es sich um die staatlich beauftragte und organisierte Deportation und Ermordung tausender Menschen mit geistigen Behinderungen oder psychischen Erkrankungen.
Erstmals erlebte Leonie Fürst Ende Mai 1940, wie die sogenannten grauen Busse vorfuhren und Insassen zur Tötungsanstalt Grafeneck abholten, wo sie mit Kohlenstoffmonoxid ermordet wurden. Als die Deportationen im September fortgesetzt wurden, begannen die Ärztin und der damalige Anstaltsleiter Ludwig Schlaich monatelang um das Leben der Pfleglinge zu ringen.
Fürst versuchte eigenmächtig die Rückkehr von Schutzbefohlenen zu ihren Familien zu ermöglichen. Ludwig Schlaich säte Zweifel an der Korrektheit der Meldebögen. Dadurch erreichten sie manche Rückstellungen und konnten im Oktober 1940 einen ganzen Transport für wenige Tage verhindern mit der Auflage neue Gutachten zu erstellen. Die Ärztin schrieb eilig zahlreiche positive Gutachten, welche die Betroffenen als arbeitsfähig und eigenständig darstellten, und argumentierte sowohl mit ethischen Gesichtspunkten als auch mit dem Bedarf der Anstalt, diese arbeitsfähigen Kräfte zu benötigen. Curt Schmalenbach, einer der T4-Gutachter und später in der Leitung der Tötungsanstalten Sonnenstein und Hadamar tätig, überprüfte diese ärztlichen Gutachten und meldete seine Zweifel dem württembergischen Innenministerium.
Leonie Fürst und Ludwig Schlaich stellten die grundsätzliche Rechtmäßigkeit der Aktion in Frage und intervenierten bei den zuständigen Behörden. Fürst reiste in der Angelegenheit mehrfach nach Stuttgart zum Innenministerium. Mit den dortigen Vertretern, darunter Eugen Stähle und Otto Mauthe, kam es zu Auseinandersetzungen, welche die Deportationen (sieben insgesamt) letztlich nicht verhinderten, sondern in Drohungen endeten das Leitungspersonal zu versetzen und die Anstalt zu schließen.
Fürst litt ein Leben lang darunter, dass sie nur wenige Menschen hatte retten können. Ihre Zahl war nicht genau zu ermitteln. Vermutlich konnten sieben Frauen und Mädchen vor der Gaskammer bewahrt werden.
Ende 1940 wurde die Anstalt Stetten beschlagnahmt, geschlossen und geräumt. Von den insgesamt 760 in der Einrichtung lebenden Menschen wurden 406 nach Grafeneck oder Hadamar deportiert und dort ermordet. Ab August 1941 dienten die Gebäude als Unteroffiziersschule der Luftwaffe.
Auf Grund dieser Erlebnisse ließ Fürst eine Zeitlang ihre ärztliche Tätigkeit ruhen, da sie sich als Mensch und Ärztin missbraucht fühlte. Sie brachte ihren Sohn Heinz Walther im September 1941 in Stetten zur Welt und zog dann nach Forstinning zu ihrem Mann, der nach einer Kriegsverletzung als Militärpsychologe in München tätig war. Die Familie wohnte auf dem Pfarrhof von Pfarrer Rothbauer, der eine Gruppe von Regimegegnern um sich geschart hatte, denen sich Josef Fürst anschloss und aktiv wurde. 1944 stieg Leonie Fürst wieder in ihren Beruf ein.

### Neubeginn
Nach der Trennung von ihrem Mann im Jahr 1948, der bald die Scheidung folgte, beantragte sie eine Kassenzulassung als Ärztin und gelangte im November 1948 in den Bodenseeraum. Durch Fürsprache ihres Schwagers Walther Fürst (damals Landrat in Emmendingen) und Unterstützung des örtlichen Bürgermeisters Josef Frey eröffnete sie Anfang Mai 1949 in der Gemeinde Ailingen im Nebenzimmer eines Gasthofs ihre provisorische Praxis, in der sie auch mit ihrem Sohn lebte. Als geschiedene, evangelische Frau in einem katholisch geprägten Ort musste sie zunächst einige Akzeptanzschwierigkeiten überwinden.
1954 ließ sie mit väterlicher Unterstützung ihre neue Praxis mit einem angeschlossenen kleinen Entbindungsheim bauen und betrieb beides mit hohem persönlichen Einsatz, was ihr viel Anerkennung in der Bevölkerung einbrachte. Im „Pflegenest“, so der Name des Heims, machte Leonie Fürst positive Erfahrungen mit dem, was man heute Rooming-in nennt. Die Neugeborenen konnten bei ihrer Mutter im Zimmer bleiben. Bis zur Schließung des Pflegenests 1970 wurden dort über 570 Kinder geboren.
Aufgrund eines Augenleidens übergab Leonie Fürst im Jahr 1979 die Praxis an ihren Sohn Heinz (1941–2013). Im Jahr 1987 erhielt sie das Bundesverdienstkreuz am Bande, verliehen für ihr engagiertes und idealistisches Wirken als Ärztin.

### Ruhestand
Im Ruhestand pflegte Fürst ihren Freundes- und Familienkreis. Noch in ihrer aktiven Zeit war sie gerne gereist und Künstler und Literaten wie Martin Walser, Julius Bissier und André Ficus gehörten zu ihrem Freundeskreis. Fürst war in der Bodensee-Kunstszene aktiv, malte, fotografierte, schrieb Gedichte und unterstützte als Mäzenin Künstler und kulturelle Veranstaltungen. Leonie Fürst starb 1996 im Alter von 84 Jahren.
In Friedrichshafen-Ailingen wurde zum Dank für ihre ärztlichen Verdienste und ihre Förderung von Kunst und Literatur im Jahr 2000 eine Straße nach Leonie Fürst benannt.
Der Gemeinderat in Kernen im Remstal beschloss 2025 dem Dorfplatz im Ortsteil Hangweide den Namen Leonie-Fürst-Platz zu geben.